# Livio Magnini
Livio Magnini (Milano, 17 aprile 1973) è un chitarrista, compositore ed ex schermidore italiano.

## Biografia

### Scherma
È stato atleta della nazionale italiana di scherma, arrivando secondo ai campionati europei juniores del 1992 e partecipando anche ad un campionato mondiale Under 20.

### Musica
Dopo 16 anni di attività agonistica, nel 1996, abbandona la scherma per diventare chitarrista e produttore del gruppo musicale italiano Bluvertigo. Si unì alla band in sostituzione del membro originario Marco Pancaldi.
Ha collaborato con la famosa cantautrice soul italiana Giorgia (della quale è stato il compagno dal 2001 al 2003) in veste di produttore nell'album Greatest Hits - Le cose non vanno mai come credi (2002), nel successivo Ladra di vento (2003) e infine in Stonata (2007) .
Compare inoltre tra gli ospiti del disco di Tibe Hotel Lamemoria (2007).
Oltre all'attività con i Bluvertigo, Livio Magnini si è cimentato nella composizione di musiche per la colonna sonora del film Promessa d'amore del 2004. Nel 2004 Livio Magnini, insieme ad Emilio Cozzi e Jacopo Rondinelli, pubblica un album, On the air, con la sua nuova band, i Jetlag.
Attualmente fa parte del progetto musicale Rezophonic che opera con lo scopo di finanziare la costruzione di pozzi in Africa.
Nel 2005 collabora con il duo romano Rino Ceronti in veste di produttore e chitarrista in diverse canzoni del loro album di debutto Civiltà spettacolo.
Nel 2008 ha partecipato alla riunione dei Bluvertigo pubblicando anche un disco live e tornando a suonare in tour.
Tra il 2010 è il 2011 è co-produttore artistico e sound engineer del tour di The Bloody Beetroots - Death Crew 77 con i quali partecipa ai maggiori festival di musica elettronica come Tomorrowland in Belgio, al Big Day Out in Australia e al Coachella Music Festival in California.
Nel 2013 è produttore e arrangiatore del singolo intitolato Al di là del cielo composto dalla band italiana Realia.
il 24 luglio 2016 partecipa come chitarrista al concerto Rockin'1000 - That's Live all'Orogel Stadium Dino Manuzzi di Cesena insieme ad altri 1200 musicisti
A gennaio 2017 esce l'album di rivisitazioni del progetto Christadoro (AMS Records), di cui è il produttore artistico.
Nel 2017/2018 collabora alla realizzazione dell'album "In/Out" di Fabio Zuffanti pubblicato nel 2019.